# 鹿児島県道48号出水菱刈線
鹿児島県道48号出水菱刈線（かごしまけんどう48ごう いずみひしかりせん）は、鹿児島県出水市から伊佐市に至る県道（主要地方道）である。

## 概要
出水市上大川内から伊佐市菱刈前目に至る。
出水市と伊佐市の境界付近は道幅の狭い離合困難な区間である。

### 路線データ
- 起点：鹿児島県出水市上大川内（国道447号交点）
- 終点：鹿児島県伊佐市菱刈前目（鹿児島県道53号菱刈横川線交点）

## 歴史
- 1958年（昭和33年）11月1日 - 鹿児島県道原菱刈線として認定される[1]。
- 1972年（昭和47年）8月2日 - 路線番号決定公告により原菱刈線の路線番号として376が設定される[2]。
- 1982年（昭和57年）5月1日 - 路線名が原菱刈線から出水菱刈線に変更される[3]。
- 1993年（平成5年）5月11日 - 建設省から、県道出水菱刈線が出水菱刈線として主要地方道に指定される[4]。

## 路線状況

### 道路施設

#### トンネル
- 宇津良隧道：延長215 m、竣工年不明、出水市

## 地理

### 通過する自治体
- 出水市
- 伊佐市

### 交差する道路
| 交差する道路             | 市町村名 | 交差する場所 | 交差する場所 |
| ------------------------ | -------- | ------------ | ------------ |
| 国道447号                | 出水市   | 上大川内     | 起点         |
| 国道267号                | 伊佐市   | 大口下殿     |              |
| 鹿児島県道53号菱刈横川線 | 伊佐市   | 菱刈前目     | 終点         |

### 沿線
- 出水市立大川内小学校
- 伊佐市立羽月西小学校
- 伊佐市立菱刈小学校
- 伊佐市役所菱刈庁舎（終点付近）